# Ehud de Shalit

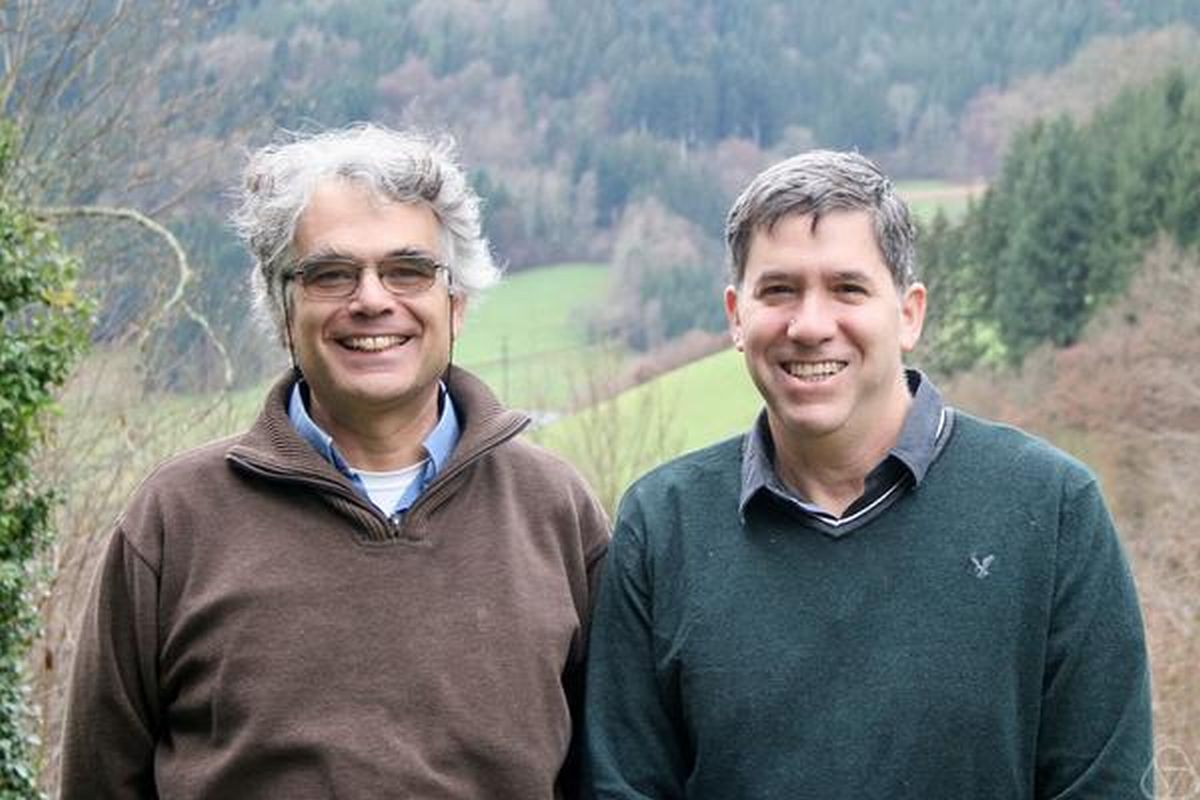
Ehud de Shalit (links) mit Eyal Z. Goren, Oberwolfach 2014

Ehud de Shalit (hebräisch אהוד דה שליט‎; * 16. März 1955 in Rehovot) ist ein israelischer Mathematiker, der sich mit Zahlentheorie und arithmetischer algebraischer Geometrie befasst.
De Shalit studierte ab 1972 an der Hebräischen Universität mit dem Bachelor-Abschluss 1975 und ab 1980 an der Princeton University, an der er 1984 bei Andrew Wiles promoviert wurde (On p-Adic L-functions Associated with CM Elliptic Curves, and Arithmetical Applications). Als Post-Doktorand war er bis 1986 Benjamin Peirce Assistant Professor an der Harvard University und 1986/87 am MSRI. 1987 wurde er Lecturer, 1988 Senior Lecturer, 1995 Associate Professor und 2001 Professor an der Hebräischen Universität. 2006 bis 2009 stand er der Mathematikfakultät vor.
Er war 1991/92 Gastprofessor an der Princeton University und 2004 an der Brown University. 1987 war er Alon Fellow. Ab 1997 war er Herausgeber des Israel Journal of Mathematics. 1999 bis 2002 war er Direktor des Landau Center for Research in Mathematical Analysis and Related Areas. 2006 war er Invited Speaker auf dem Internationalen Mathematikerkongress in Madrid (Controversial issues in K-12 mathematical education, Diskussion mit Michèle Artigue, Anthony Ralston). 
De Shalit befasst sich mit Klassenkörpertheorie, Iwasawa-Theorie elliptischer Kurven, Modulformen, p-adischen L-Funktionen, p-adischer analytischer Geometrie und p-adischen symmetrischen Räumen.
Er ist der Sohn des Physikers Amos de Shalit.

## Schriften
- Iwasawa Theory for Elliptic Curves with Complex Multiplication, Academic Press, 1987
- mit Robert F. Coleman: P -adic regulators on curves and special values of p-adic L functions, Inventiones Mathematicae, Band 93, 1988, S. 239–266.
- P-adic periods and modular symbols of elliptic curves of prime conductor, Inventiones Mathematicae, Band 121, 1995, S. 225–255.
- Artin L-Functions, und: Elliptic curves and l-adic representations, in: J. Bernstein, S. Gelbart (Hrsg.), Introduction to the Langlands program, Birkhäuser 2003